# Лайош Чатай
Витязь Лайош Чатай де Чатай (угор. Vitéz csataji Csatay Lajos), уроджений Лайош Туценталлер (угор. Tutzentaller Lajos; 1 серпня 1886, Арад — 16 жовтня 1944, Будапешт) — угорський генерал і політичний діяч, міністр оборони Угорщини в 1943-1944 роках.

## Біографія
Воював на фронтах Першої світової війни.
У 1919 році вступив в Угорську червону армію, брав участь в придушенні повстань національних меншин (словаків і румунів). У 1919-1921 роках викладач Військової академії «Людовіка» в Будапешті. З 1926 року командував різними військовими частинами.
З 1943 року — командувач 3-ю угорською армією.
У червні 1943 року прем'єр-міністр Міклош Каллаї призначив його міністром оборони після того, як колишній міністр Вілмош Надь втратив підтримку через свою майже відкриту антинімецьку позицію. Спочатку Чатай був прихильником військового союзу з гітлерівцями. Пізніше, однак, його думка змінилася. Він зберіг свою посаду після зміщення пронімецького прем'єр-міністра Дьоме Стояї. Новий прем'єр-міністр генерал Геза Лакатош зробив зусилля з виведення Угорщини з війни. Після того, як регент Міклош Горті був зміщений в результаті організованого гітлерівцями перевороту, Чатай був схоплений гестапо і разом з дружиною покінчив життя самогубством.

## Нагороди
Чатай був відзначений численними нагородами, серед яких:
- Хрест «За військові заслуги» (Австро-Угорщина) 3-го класу з військовою відзнакою
- Орден Заслуг (Угорщина) різноманітних ступенів
- Пам'ятна військова медаль (Угорщина)
- Відзнака за вислугу років 1-го класу
- Медаль «Велика корона Угорської корони»
- Орден Витязя